# Авраам Лінкольн. Біографія (книга)
Авраам Лінкольн. Біографія (англ. Team of Rivals: The Political Genius of Abraham Lincoln)  — книга американського біографа, історика, політолога, викладачки політологічних курсів у Гарварді Доріс Ґудвін. Уперше надрукована 25 жовтня 2005 року видавництвом «Simon & Schuster». Українською мовою перекладена та опублікована 2019 року видавництвом «Наш Формат» (перекладач — Євгенія Кузнєцова).

## Огляд книги
Авраам Лінкольн — легендарний президент Сполучених Штатів Америки, людина, яка ніколи не втрачала віру в себе та свою країну. Доріс Ґудвін зображує його, як віртуозного політика та геніального керівника. Авторка переконана, що його успіх передусім зумовлений гострим розумом, жорсткими амбіціями, неабияким ораторським хистом, а також вмінням покладатися лише на себе.
Книга-біографія (основою якої є особисті листи та щоденникові записи Лінкольна) дає відповіді на низку запитань, а саме: Хто такий Лінкольн? Як сприймало його оточення? Яким чином йому вдалося перетворити своїх суперників на потужну команду соратників?

Доріс Ґудвін дає змогу дізнатись про ту важку боротьбу, що велася в кулуарах Білого дому, коли Лінкольн протистояв некомпетентним генералам, ворожим конгресменам. Він сміливо долав будь-які перешкоди, завойовуючи повагу колишніх конкурентів. В обличчі Вільяма Генрі Сьюарда (пізніше четвертого державного секретаря США) знайшов вірного та рішучого соратника, який став послідовником його великих починань. Ця блискуча біографія зосереджує увагу на оточенні Лінкольна та на тому, як всі ці люди змогли сформувати найвидатнішого президента в історії Америки.
«Нам потрібні найсильніші партійні люди в Кабміні. Нам потрібно було об'єднати своїх людей. Я проаналізував оточення, яке прийшло на вечірку, та дійшов висновку, що це були найсильніші люди. І тоді я вже не мав права позбавити країну їхніх послуг…», — Авраам Лінкольн

## Екранізація
Фільм «Лінкольн» знято на основі книги, прем'єра відбулася 8 жовтня 2012 року. Головну роль в ньому зіграли: Деніел Дей-Льюїс — в ролі 16-го президента США Авраама Лінкольна, та Саллі Філд — у ролі його жінки, Мері Тодд Лінкольн. Історія висвітлює останні 4 місяці життя видатного політика, зокрема, його намагання в січні 1865 року внести поправки до Конституції США щодо заборони рабства та примусової праці.
Стрічка отримала ряд престижних нагород, зокрема нагороду «Золотий Глобус» за кращу драматичну роль, та дві премії «Оскар» — за найкращого актора та дизайн. Сума касових зборів у всьому світі — понад 275 мільйонів доларів.

## Переклад українською
- Доріс Ґудвін. Авраам Лінкольн. Біографія / пер. Євгенія Кузнєцова. - К.: Наш Формат, 2019.